# Awraham Lew
Awraham Lew (hebr. ‏אברהם לב‎; ur. 24 sierpnia 1948) – izraelski piłkarz grający na pozycji obrońcy.

## Życiorys
W trakcie kariery piłkarskiej był piłkarzem następujących klubów: Hapoel Ramat Gan, Beitar Tel Awiw, Beitar Jerozolima, Hapoel Kefar Sawa, Bene Jehuda Tel Awiw, Maccabi Jafa i Hapoel Lod. W latach 1973–1976 był również reprezentantem kraju. W 1976 roku wraz z reprezentacją wystąpił na igrzyskach olimpijskich w Montrealu.